# 维亚切斯拉夫·费季索夫
维亚切斯拉夫·亚历山德罗维奇·费季索夫（俄语：Вячеслав Александрович Фетисов，羅馬化：Vyacheslav Aleksandrovich Fetisov，1958年4月20日—）是俄罗斯前冰球运动员和政治人物，第七届和第八届国家杜马议员。
他拥有俄罗斯联邦一级高级国家官员的头衔。

## 制裁
费季索夫于2022年因俄乌战争而受到英国政府制裁。